# Diego Fernández Flores
Diego Jesús Fernández Flores (Chile; 7 de octubre de 2000) es un tenista chileno.
Fernández Flores logró un ranking ATP individual de 652°, el más alto de su carrera, alcanzado el 14 de octubre de 2024. También ha logrado un ranking ATP de dobles de 589°, el más alto de su carrera, alcanzado el 21 de agosto de 2023.
Fernández Flores representa a Chile en la Copa Davis desde 2022, haciendo su primera aparición ante Eslovenia.

## Copa Davis
De momento lleva 2 nominaciones al Equipo de Copa Davis de Chile, habiendo jugado 1 partido, ganando en su debut en singles.
- Debut: marzo de 2022 contra Eslovenia derrota a Sebastian Dominko por 3-6, 7-6 y [10-2].

## Títulos ITF (0; 0+0)

### Finalista (4)
| N.° | Fecha                 | Torneo       | Superficie | Oponente en la final | Resultado     |
| --- | --------------------- | ------------ | ---------- | -------------------- | ------------- |
| 1.  | 30 de mayo de 2021    | M9 Marbella  | Dura       | Yannick Mertens      | 2-6, 1-6      |
| 2.  | 19 de junio de 2022   | M15 Quito    | Arcilla    | Matías Soto          | 3–6, 6–7(3–7) |
| 3.  | 25 de febrero de 2024 | M15 Villena  | Dura       | Alejo Sánchez Quiles | 4-6, 6-4, 2-6 |
| 4.  | 28 de abril de 2024   | M15 Sangenjo | Dura       | Julio César Porras   | 2-6, 1-6      |

### Finalista (5)
| N.º | Fecha              | Torneo             | Superficie | Pareja                | Oponentes en la final                      | Resultado          |
| --- | ------------------ | ------------------ | ---------- | --------------------- | ------------------------------------------ | ------------------ |
| 1.  | diciembre de 2021  | M15 Monastir       | Dura       | Adriá Soriano Barrera | Martin Breysach Cesar Bourgouis            | 4-6, 4-6           |
| 2.  | junio de 2022      | M15 Quito          | Arcilla    | Matías Soto           | Juan Sebastián Gómez Juan Sebastián Osorio | 6–7(5–7), 6–7(2–7) |
| 3.  | septiembre de 2022 | M25 Sintra         | Dura       | Adriá Soriano Barrera | Benjamin Hannestad Harry Wendelken         | 6–4, 1–6, [7–10]   |
| 4.  | marzo de 2023      | M25 Quinta do Lago | Dura       | Adriá Soriano Barrera | Mats Hermans Mick Veldheer                 | 4–6, 3–6           |
| 5.  | junio de 2023      | M15 Casablanca     | Dura       | Sven Corbinais        | Franco Roncadelli Nicolás Bruna            | Retiro             |